# Spurn

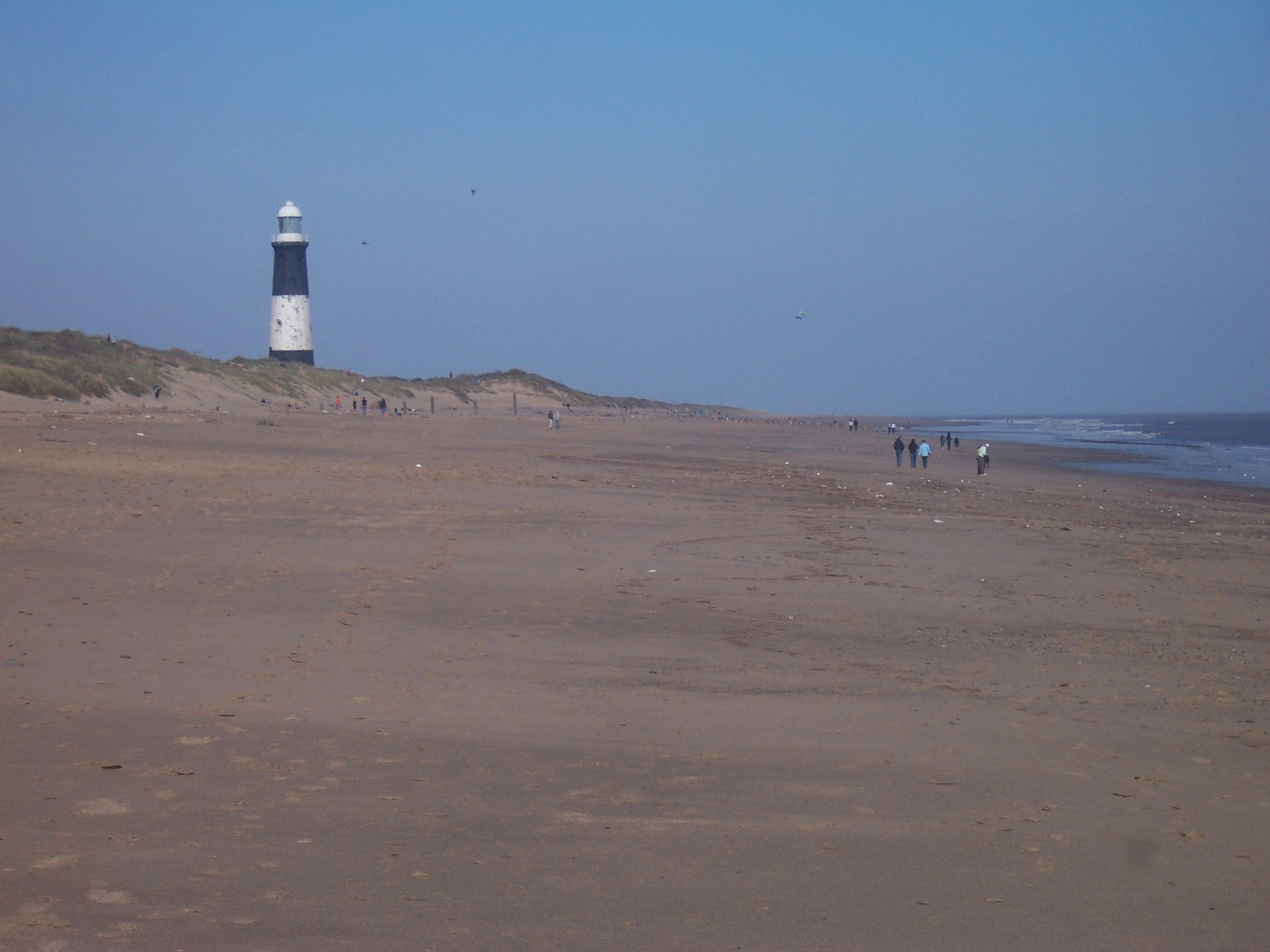
Plage sur la côte maritime du Spurn, avec le phare à l'horizon dans les dunes.

Le Spurn est une presqu'île à l'extrémité de la côte du Yorkshire de l'Est, en Angleterre, qui s'avance dans la mer du Nord et termine la rive nord de l'estuaire du Humber. Le Spurn est un long cordon littoral sableux de 5 km, soit près de la moitié de la largeur de l'embouchure à ce niveau, contre seulement 45 m de large par endroits. L'extrémité sud porte le nom de Spurn Point ou Spurn Head, et abrite un centre de la Royal National Lifeboat Institution (Institution Nationale Royale de Sauvetage en mer) ainsi qu'un phare abandonné. Il fait partie du territoire de la paroisse administrative d'Easington.
Spurn Head appartient depuis 1960 au Yorkshire Wildlife Trust (Conservatoire de la Vie sauvage du Yorkshire) et couvre 113 ha (1,13 km2) de côte à marée haute pour 181 ha (1,81 km2) à marée basse. C'est une réserve naturelle (National Nature Reserve) et un site du conservatoire anglais du littoral (Heritage Coast). Il fait partie de la zone de protection spéciale des marais, marécages et pourtours du Humber. Dans cette zone se trouvent encore deux anciens phares.

## Histoire
Au Moyen Âge, le Spurn abritait le port de Ravenspurn (ou Ravenspur ou Ravensburgh), site du débarquement d'Édouard IV d'Angleterre le 14 mars 1471, lors de son retour de six mois d'exil aux Pays-Bas. Il existait un village plus ancien et plus proche de la pointe du Spurn : Ravenser Odd. Tout comme nombre de villages de la côte de Holderness, Ravenspurn et Ravenser Odd ont été perdus lorsque la mer a gagné sur la terre, au cours du mouvement du Spurn vers l'ouest, du fait de l'érosion et du dépôt de sable.

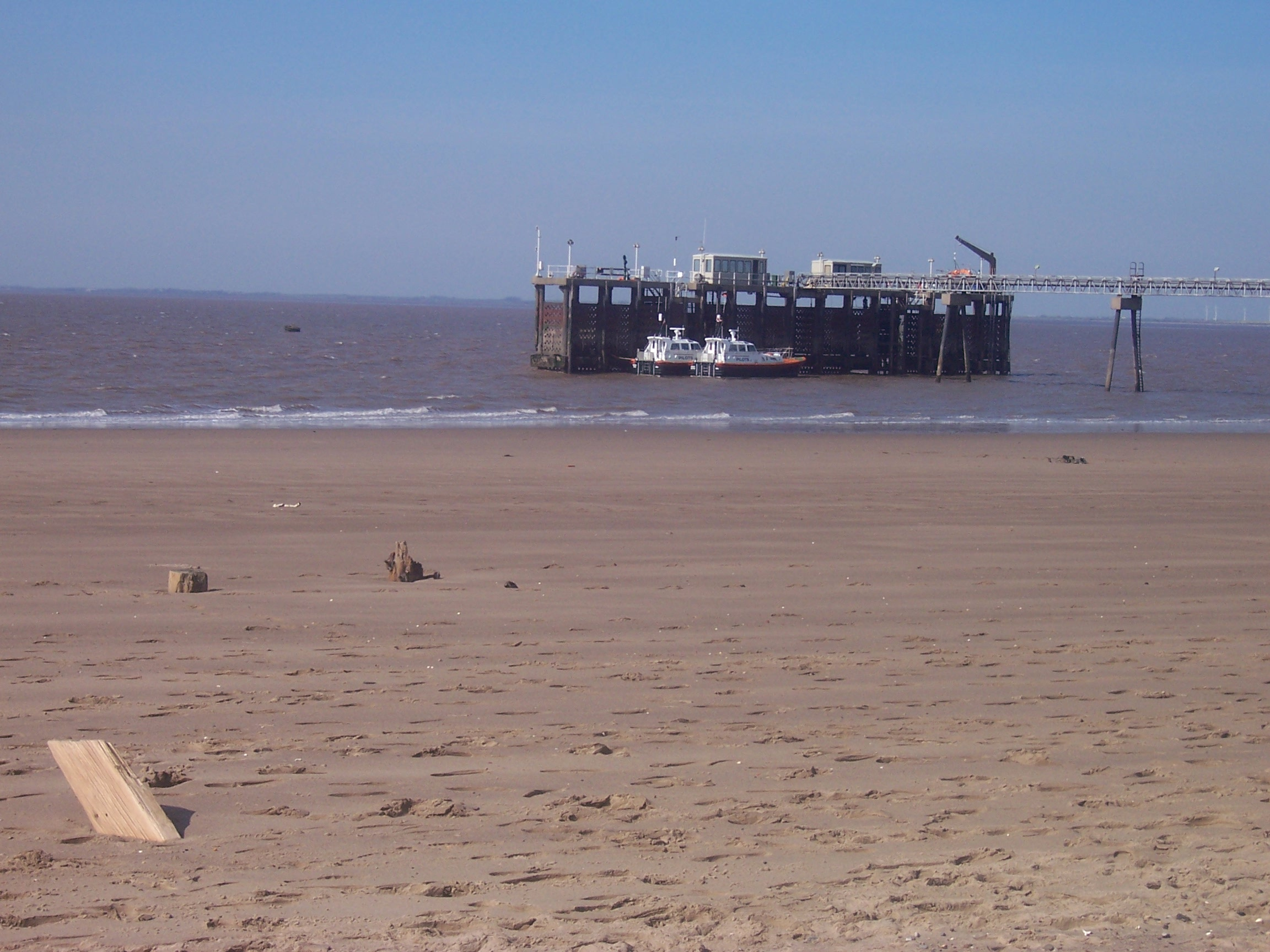
La jetée du Spurn où sont amarrés les bateaux pour le sauvetage en mer

Le centre de sauvetage en mer du Spurn fut construit en 1810. Du fait de sa localisation éloignée, des maisons furent ajoutées quelques années plus tard pour l'équipage et leurs familles. C'est aujourd'hui la seule station de ce type au Royaume-Uni dont le personnel travaille à plein temps.
Lors de la Première Guerre mondiale, des batteries d'artillerie de 23,4 mm (9,2 pouces) furent installées de chaque côté de Spurn Head, espacées de canons de 10 mm et 12 mm à tir rapide. Les emplacements sont toujours clairement visibles, en particulier les plus septentrionaux car l'érosion côtière les a partiellement fait tomber sur la plage, révélant très bien la taille des fondations de béton. Une brochure décrivant ces défenses est proposée par le centre d'information.
En plus d'une route, la péninsule avait aussi autrefois une ligne ferroviaire, dont certaines portions demeurent visibles. Des wagons à voile spéciaux étaient utilisés, ainsi qu'un équipement ferroviaire léger plus conventionnel.
|  |  |

## Géographie
Spurn Point connaît un cycle de destruction-reconstruction qui s'étale sur 250 ans environ, comme suit.
La péninsule se forme à partir de sable et de galets érodés sur la côte du Holderness (située au nord), depuis le cap de Flamborough. Les matériaux sont arrachés à la côte par un courant côtier en provenance du Nord, et s'accumulent pour former une longue et étroite bande de terre dans les eaux calmes de l'embouchure de l'estuaire du Humber. La presqu'île est maintenue par l'implantation de végétation, notamment d'oyat (Ammophila arenaria).
Mais les vagues emportent le matériau le long de la péninsule jusqu'à la pointe, l'étendant continuellement ; et comme ce phénomène étire la presqu'île, il étrécit également le cordon littoral, au point que la mer finit par le traverser en plusieurs points en cas de gros temps. À force d'élongation et de rétrécissement, la mer arrive à séparer définitivement la terre ferme de l'extrémité, laquelle est alors balayée par les eaux. Le dépôt continuel de matériau fait alors apparaître une nouvelle presqu'île pointant vers le sud, légèrement décalée vers l'ouest.
Spurn Point figurait dans l'émission télévisée Seven Natural Wonders (Sept Merveilles Naturelles) comme une des merveilles du Yorkshire.
La deuxième des Six Études des Chansons du Folklore Anglais pour Violoncelle composés en 1926 par Ralph Vaughan Williams, un Andante sostenuto en mi bémol majeur, porte le nom de « Spurn Point » en hommage à la péninsule.

## Écologie

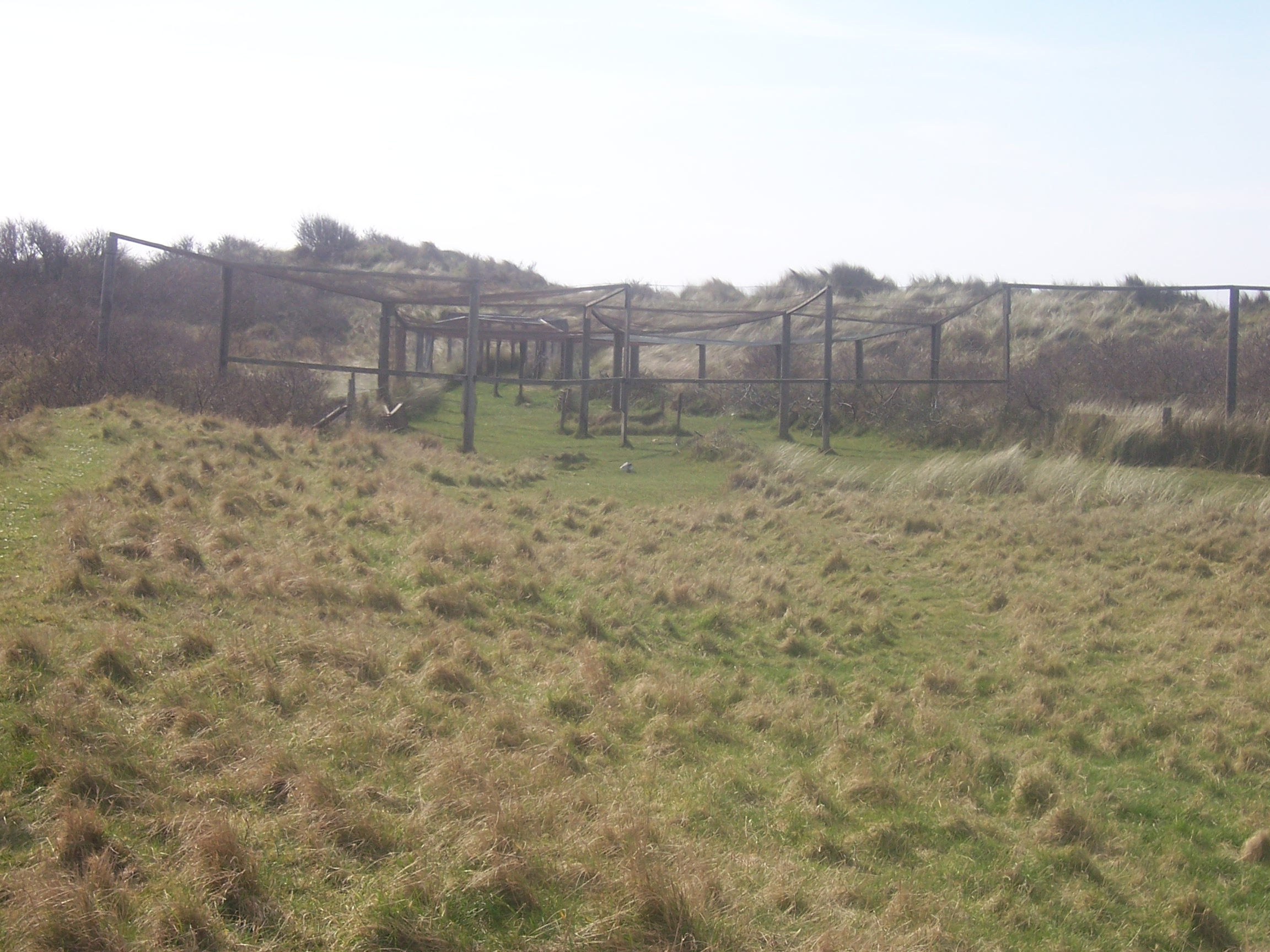
Une nasse ornithologique pour le comptage, le baguage et le recensement des oiseaux migrateurs à Spurn Point

Le site fait l'objet de zones protégées,. Les marécages de vase sont un important territoire pour l'alimentation des échassiers, et la zone possède un observatoire pour le contrôle des migrations d'oiseaux, lequel accueille les amateurs d'ornithologie. La migration est aidée par les vents d'est en automne, ce qui provoque une dérive migratoire des oiseaux en provenance de Scandinavie, et conduit parfois à des arrivées massives de milliers d'oiseaux. Beaucoup d'espèces peu communes ont été observées ici, notamment une hirondelle à front blanc d'Amérique du Nord, une locustelle lancéolée de Sibérie et un albatros à sourcils noirs de l'océan Austral. Plus couramment, des oiseaux tels que les traquets, les tariers, les rouge-queues et autres passereaux font halte au Spurn dans leur route entre leurs terres de reproduction et celles d'hivernation. Lorsque les vents sont favorables, les oiseaux migrateurs sont portés le long de Spurn Point et comptés au point d'observation. Plus de 15 000 oiseaux peuvent traverser l'endroit par un matin d'automne abondant, mais 3 000 est la norme.